# Abadía de Nuestra Señora de Leffe
La Abadía de Nuestra Señora de Leffe (en francés: Abbaye Notre-Dame de Leffe), o simplemente la abadía de Leffe, es un monasterio de la Orden de los Premonstratenses, ubicado en Leffe, un distrito de Dinant en Bélgica, en la margen derecha del río Mosa. Inicialmente fue un priorato dependiente de la abadía de Floreffe, fundada en 1152, pero ascendió al rango de abadía ya en 1160.
La abadía es también conocida por la elaboración de la cerveza Leffe en una cervecería adjunta a la abadía. La primera referencia escrita sobre la cervecería data de 1240.

## Historia
El siglo XV fue desastroso para la abadía de Leffe: la peste negra, asiento abacial vacante, desconfianza frente al abad padre, inundación. Dinant es saqueado y quemado por los soldados de Felipe III, los religiosos son hechos prisioneros por Carlos el Temerario y la abadía está en ruinas a su regreso. La comunidad experimentó un siglo de recuperación, gracias a los ingresos generados por los molinos ubicados en el río.
Sin embargo, desde el reinado de Carlos I hasta el gobierno de María Teresa, Bélgica es casi continuamente el escenario de las guerras sangrientas que se desataron entre Francia y España, luego entre Francia y Austria. El advenimiento de José II provocará la insurrección.
Los problemas de 1789 comienzan con una revolución silenciosa, luego los dinantanos son arrastrados hacia el torbellino de la revolución de Brabante. La nueva administración confisca toda propiedad eclesiástica, las órdenes religiosas se disuelven. La abadía se convierte sucesivamente en cristalería, fábrica de papel, fábrica de ropa, y luego, en 1902, es comprada por los sacerdotes franceses. Estos cánones hicieron un gran trabajo, pero la comunidad iba a sufrir las duras consecuencias de la invasión de Bélgica por parte de los alemanes y las dos guerras mundiales.
El período del consejo trae importantes trastornos en la vida de la abadía. Estamos presenciando vocaciones jóvenes. La comunidad, que está más dedicada a su papel pastoral y se convierte en un centro para encuentros religiosos y culturales, aún está activa en 2015.